# Værne Kloster
Værne Kloster (eller Verne kloster, på medeltiden Varna kloster) är en herrgård i Moss kommun i Østfold fylke i sydöstra Norge. Det har tidigare varit kungsgård och johannitkloster. Det blev lagt under kronan 1532, och förblev där fram till 1675. I modern tid har det varit mejeri och plantskola. I dag är det endast lantbruk på platsen.

## Byggnad och omgivningar
Den äldsta delen av huvudbyggnaden är från omkring 1660 och är byggd på murar från klostertiden. Av klosterkyrkan finns endast ruiner kvar. De ligger i en trädgård sydöst om huvudbyggnaden. Där finner man också en bautasten med Johanniterordens vapensköld och årtalen 1190 och 1532, samt en liten vit staty Den ensamma nunnan.
Værne kloster var Norges enda johannitkloster, och är den enda klosterplatsen i Norge som ännu inte (2005) har varit föremål för arkeologiska utgrävningar. Det forna klostret ligger omgivet av ett särpräglat herrgårdslandskap, med stora ekar och vackra alléer. Boklunden i närheten av klostret är Norges första ädellövskogsreservat och blev fridlyst den 2 november 1973.

## Historia
Kung Sverre Sigurdsson skänkte omkring  1190 platsen till Johanniterorden. I Norge drev johanniterna uteslutande humanitärt arbete. Resterna av klosterkyrkan visar att det har varit en tegelkyrka. Klosterbyggnadernas utformning är okänd. I motsats till många andra klosterordnar hade johanniterna inga bestämda regler för hur det skulle se ut.
Værne kloster var också ett pilgrimsmål under medeltiden. Historien berättar bland annat att en bonde från Telemarken 1458 ålades att dra på pilgrimsresa till Værne, Vadstena och Nidaros.
Klostergodset konfiskerades 1532. Detta skedde efter att priorn Peter Jonssøn hade stött kung Kristian II:s försök att återerövra Norge. Jonssøn sände 40 lod silver till Kristian med bön om att det ringa bidraget inte måtte försmås. Men då erövringsförsöket misslyckades blev klostret hårt bestraffat. Fredrik I avsatte priorn, upphävde klostret, indrog dess gods och gav det som slottslän till Peder Brockenhuus. Værnes tid som religiöst centrum var därmed slut.
Byggnaderna brann ned 1570 i förbindelse med Nordiska Sjuårskriget. Godset med tillhörande gårdar arrenderades ut fram till 1675, då det kom i privat ägo. 1730 kom gården i släkten Sibberns händer och förblev där fram till 1907, då det inköptes av Inggardt Sundt från Bergen, vars ättlingar ännu 2007 äger gården.